# Marguerite Rouffanche
Marguerite Rouffanche (Oradour-sur-Glane 1897 ibidem marzo de 1988). Fue la única mujer que sobrevivió a la Masacre de Oradour-sur-Glane ocurrida el 10 de junio de 1944. En el momento de la masacre se encontraba en la iglesia del pueblo. Rouffanche pasó más de un año convaleciente de sus heridas (le dispararon cinco veces). Declaró sobre los acontecimientos en el juicio que tuvo lugar en Burdeos en 1953. Finalmente regresó a Oradour-sur-Glane cuando se construyó el nuevo pueblo, y vivió allí hasta su muerte en marzo de 1988 a los 91 años. Cuando fue enterrada el 25 de mayo, Robert Hébras, otro superviviente de la masacre, pidió un minuto de silencio junto a la tumba. André Desourteaux (hijo del alcalde) dijo que fue "muy duro, porque cuando la llevábamos al cementerio, los llevábamos a todos."´ Marguerite Rouffanche, la única mujer que sobrevivió a la Masacre de Oradour-sur-Glane el 10 de junio de 1944 por la Division SS Das Reich, perdió a su esposo y a su hijo en la masacre, quienes fueron masacrados en un granero, mientras que sus dos hijas y su nieto de siete meses fueron masacrados en la iglesia. Alrededor de las dos de la tarde de ese fatídico 10 de junio de 1944, luego de haber irrumpido en su casa, los soldados alemanes la convocaron para incorporarla a un Recinto Ferial en compañía de su esposo, su hijo y sus dos hijas. Muchos habitantes de Oradour-sur-Glane ya estaban reunidos allí. Sin embargo, mientras hombres y mujeres seguían llegando de varios lugares y niños que llegaban de las escuelas por separado, los soldados alemanes los dividieron en dos grupos: por un lado, las mujeres y los niños; por el otro, los hombres. Marguerite Rouffanche, fue conducida por los soldados armados a la iglesia e incluía a todas las mujeres de la ciudad, especialmente a las madres que entraban a la iglesia cargando a sus bebés en brazos o empujándolos en sus pequeños autos. También estaban todos los niños de la escuela allí. El número de personas presentes, fue de varios cientos, apiñados en la iglesia. Alrededor de las cuatro de la tarde, un grupo de soldados alemanes colocaron en la iglesia cerca del coro, una especie de caja bastante voluminosa en la que sobresalían cuerdas que dejaban tiradas en el suelo. Encendidas estas cuerdas, se comunicó el fuego a la máquina en la que se produjo repentinamente una fuerte explosión y de la que se desprendió un espeso humo negro y asfixiante. Las mueres y los niños, medio asfixiados y gritando de miedo, acudieron a las partes de la iglesia donde aún se respiraba el aire. Así fue derribada la puerta de la Sacristía bajo la irresistible presión de un grupo asustado. Marguerite Rouffanche pudo salir y, resignada, se sentó en un escalón, una de sus hijas pudo unirse a ella. Los alemanes, al notar que en una habitación había un grupo de personas escondidas, mataron salvajemente a los que se habían refugiado allí y la hija de Marguerite Rouffanche murió cerca de ella de un disparo desde afuera. Estalló un tiroteo en la iglesia, luego se arrojó paja, haces de leña, sillas, atropelladamente sobre los cuerpos que yacían sobre las losas. Había tres ventanas en una parte de la iglesia y Marguerite Rouffanche se dirigió a la más grande (la del medio), y usando una escalera de tijera que se usaba para encender velas, trató de alcanzarla y la ventana se rompió. Corrió a través de la abertura y saltó más de tres metros. Mirando hacia arriba, se dio cuenta de que la había seguido en su ascenso una mujer que, desde lo alto de la ventana, le pasaba su bebé  y la mujer se dejó caer a su lado. Los alemanes, alertados por los gritos del niño, las ametrallaron. El esposo de Marguerite y el bebé fueron asesinados. Ella misma fue herida al llegar a un jardín vecino. Escondida entre las hileras de guisantes, esperó angustiada a que alguien viniera a rescatarla. Sólo la liberaron al día siguiente alrededor de las cinco de la tarde. La cifra de muertos en la Masacre de Oradour-sur-Glane es la siguiente: 55 niños menores de 5 años; 147 niños de 5 a 14 años; 240 mujeres adultas y 193 adultos varones. Ni un solo niño salió con vida de la iglesia, solo tres niños escaparon de la manifestación escolar. Solo una mujer escapó de la iglesia, tres mujeres escaparon de la reunión y siete hombres. En cuanto a los edificios, todo fue arrasado, la iglesia, cuatro escuelas, la estación y 328 edificios de todo tipo.

## Masacre de Oradour-sur-Glane
Solo una mujer logró salvarse de la conflagración de la masacre, Marguerite Rouffanche, una mujer de cuarenta y seis años, que formaba parte de un grupo que se adentraba en la sacristía en busca de aire fresco. Aproximadamente 80 residentes de Oradour sobrevivieron de una forma u otra: Un niño de ocho años, Marguerite Rouffanche, 28 personas que se escondieron de la redada y lograron escapar de la ciudad rodeada, y aproximadamente otras 36 personas que estaban fuera ese día. Otros doce hombres estaban fuera como prisioneros de guerra, trabajando en Alemania como parte del servicio de trabajo obligatorio de Vichy, el Service du Travail Obligatoire (STO); o inscrito en campamentos juveniles de Vichy. Los sobrevivientes de la masacre y los campesinos de las aldeas periféricas llegaron a Oradour, a pie o en bicicleta, para buscar familiares y amigos en la aldea en llamas. Marguerite Rouffanche fue descubierta, herida pero viva, tirada detrás de la iglesia. El humo de la ciudad en llamas se podía ver tan lejos como Saint-Victurnien, Limoges y Bellac.

## Memorias de Oradour-sur-Glane
Marguerite Rouffanche fue la única sobreviviente de la iglesia de Oradour-sur-Glane, donde 246 mujeres y 207 niños perecieron a manos de los nazis el 10 de junio de 1944. Solo apareció en muy raras ocasiones frente a los medios televisivos. Marguerite Rouffanche era una mujer muy discreta, tímida, y sobre todo traumatizada por lo vivido el 10 de junio de 1944. En agosto de 1969 solo accedió a declarar ante la cámara de televisión de la ORF (Office de Radiodiffusion-Télévision Française) en compañía de su amigo Robert Hébras, (también sobreviviente de la masacre). Marguerite Rouffanche vivió un infierno y debe su salvación sólo a la nube de humo provocada por los alemanes. Logró saltar por una ventana, fue ametrallada y recibió 5 balazos en los muslos y las piernas. Uno de los proyectiles le partió el omoplato en dos. Se escondió en un jardín y no fue rescatada hasta 24 horas después. Es gracias a Marguerite Rouffanche que sabemos exactamente lo que sucedió en la iglesia. Las Schutzstaffel asfixiaron a sus víctimas antes de ametrallarlas y prender fuego a la iglesia.